# 배대원
배대원(裴大元, 1988년 7월 6일 ~ )은 대한민국의 축구 선수로 수비수로 뛰고 있다.

## 클럽 경력
2010 K리그 드래프트를 통해 수원 삼성 블루윙즈에 입단했다. 그후 2011년 내셔널리그 김해시청과 부산교통공사에서 활약하였다.
2012년 J리그 도쿄 베르디에 입단하였으며, 2014년부터 2015년까지는 FC 마치다 젤비아에서 활약했다.